# Jasmin Wagner

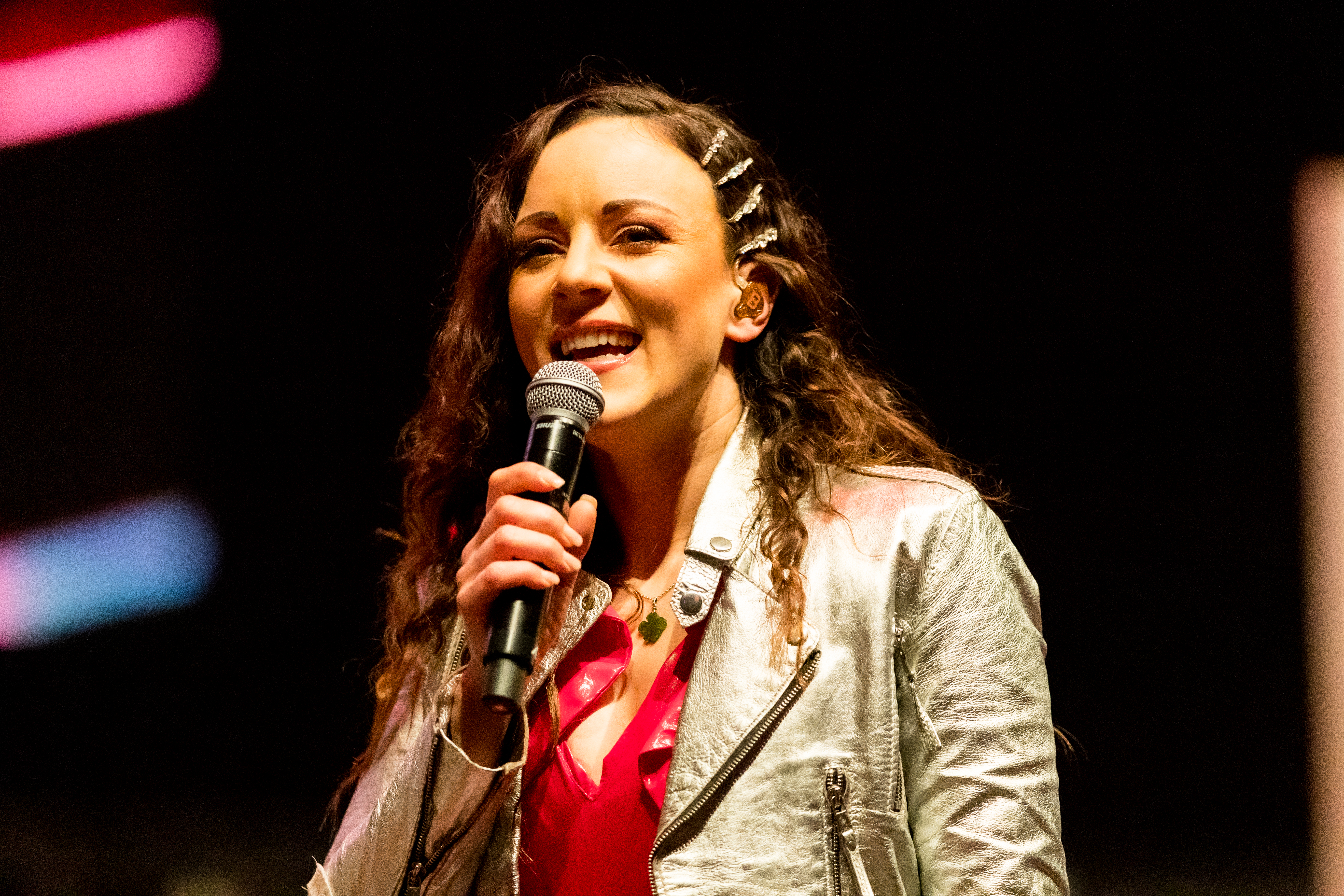
Jasmin Wagner (2019)

Jasmin Wagner (geschiedene Sippel; * 20. April 1980 in Hamburg) ist eine deutsch-kroatische Schauspielerin, Pop-Sängerin und Moderatorin. Sie wurde mit deutschsprachigen Liedern der Genres Happy Hardcore und Eurodance unter dem Künstlernamen Blümchen in den 1990er-Jahren bekannt, verkaufte Millionen Platten und erhielt diverse renommierte Musikpreise wie den Echo. Wagner gilt als die erfolgreichste deutsche Solokünstlerin der 1990er-Jahre. Als Blossom (englisch blossom ‚Blüte‘) machte sie ab 1996 mit englischen Versionen ihrer Songs auch in Osteuropa und Asien Karriere.
Nach ihrer Zeit als Blümchen trat sie unter ihrem bürgerlichen Namen auf. 2003 erschien unter Jasmin Wagner eine erste Single, die auch zur Titelmelodie einer Castingshow wurde. 2006 folgte ein komplettes Album.
Inzwischen arbeitet sie vorwiegend als Schauspielerin in Theater-, Film- und Fernsehproduktionen sowie als Moderatorin. Seit 2019 absolviert Wagner im Rahmen einer „90er-Revival“-Tour noch einmal eine lange Serie von Auftritten als Blümchen. Im März 2025 verkündete sie das Ende ihrer musikalischen Karriere als Blümchen.

## Privatleben
Jasmin Wagner wurde am 20. April 1980 als Tochter eines Deutschen und einer Kroatin in Hamburg geboren und wuchs im Stadtteil Jenfeld auf. Noch vor dem Schulalter stand Wagner als Kindermodel für diverse Versandhauskataloge vor der Kamera. Sie erhielt schon früh Musikunterricht und erlernte das Klavier- und Querflötespielen. Gemeinsam mit Freunden gründete sie eine Band, die auf Schulfesten erste Bühnenerfahrungen sammelte. Vor größerem Publikum trat Wagner im Alter von 14 Jahren bei Spielen des American-Football-Teams Hamburg Blue Devils als Cheerleader der Hamburg Blue Angels auf.
Durch ihre Gesangslehrerin, bei der sie schon mit acht Jahren Unterricht erhielt, wurde sie an den Musiker Arn Schlürmann, (genannt Paralyzer, ehemaliger Sänger der Deutschrap-Pioniere Hamburger Arroganz) und den ehemaligen Autoverkäufer Stani Djukanovic, genannt Silence, vermittelt, die eine Stimme und ein Gesicht für ein neues Musikprojekt suchten. Nach Unterzeichnung des Plattenvertrags begann die Aufnahme zum Song Herz an Herz, ein Cover des ursprünglich vom Duo Paso Doble gesungenen Titels aus dem Jahr 1985. Name des Projekts wurde ein Kosename, den Wagner von ihrer Mutter in Anlehnung an ihren Vornamen im Kindesalter erhalten hatte – „Blümchen“.
Wagner war ab 1997 vier Jahre lang mit Lucas Cordalis liiert. Am 14. Februar 2015 heiratete sie in St. Moritz den Schweizer Unternehmer Frank Sippel. Das Paar lebte zunächst in Zürich, dann in Berlin. 2020 kam es zur Trennung und Wagner zog nach Hamburg-St. Georg. Im Juli 2022 wurde die Ehe geschieden. Seit etwa Anfang 2021 ist Wagner mit einem dänischen Modeunternehmer liiert, mit dem sie eine im November 2022 geborene Tochter hat. Beide heirateten Ende September 2023 in Prisdorf.

## Musikalische Karriere

### 1995–1999: Erfolg als Blümchen
Im Herbst 1995 wurde Herz an Herz veröffentlicht. Das Lied unterscheidet sich stark von dem von Paso Doble interpretierten Original, das der Neuen Deutschen Welle zugeschrieben wurde. Der Poptitel weist Techno- und Rave-Elemente auf, den veränderten Gesang Wagners und lange instrumentale Partien. Lediglich der Refrain des Originals wurde unverändert übernommen. Zunächst ein Ladenhüter, konnte der Song aufgrund hoher Rotation des Videoclips auf dem Musiksender VIVA und Berichten in diversen Zeitungen bis auf Platz vier der deutschen Singlecharts klettern. Frank Oberpichler, Mitglied von Paso Doble, komponierte oder textete auch andere Songs für Blümchen, unter anderem ihre zweite Single Kleiner Satellit (Piep, piep), die ebenfalls die Top 10 der deutschen Charts enterte.
Größere mediale Aufmerksamkeit erhielt Blümchen unter anderem durch die Jugendzeitschrift Bravo und den Musiksender VIVA, der ihre Videoclips spielte. Zudem war sie in vielen Fernsehsendungen zu Gast und steigerte ihre Popularität durch die Moderation verschiedener Jugendformate. So übernahm sie bereits 1996 die Moderation von Heart Attack. Die Entdeckung Wagners wurde in den ersten Jahren ihrer Karriere anders dargestellt, als sie eigentlich war. Das Zusammentreffen mit den Produzenten Paralyzer und Djukanovic sei rein zufällig auf einer Neue-Deutsche-Welle-Party geschehen, wo sie auffiel, da sie bei jedem Song laut mitgesungen habe. Nach dem Ende der Karriere als Blümchen dementierten sowohl Wagner als auch ihr Management diese Geschichte.
Nach dem erfolgreichen Start der Karriere begannen die Arbeiten an dem ersten Studioalbum der damals 16-Jährigen. Der Longplayer wurde mit dem Namen Herzfrequenz betitelt und im Mai 1996 erstmals veröffentlicht. Es folgten zwei weitere Songs aus dem Album, die beide die Top 20 der deutschen Single-Charts erreichten. Aufgrund des Erfolgs von Herzfrequenz – die CD hielt sich knapp ein Jahr lang in den deutschen Charts und wurde mit einer Goldenen Schallplatte ausgezeichnet – erfolgte im Februar 1997 eine Wiederveröffentlichung. Darauf enthalten war auch die Coverversion des Queen-Songs Bicycle Race. Neben Blümchen coverten sechzehn weitere Musikprojekte wie Captain Jack, Mr. President oder DJ BoBo Titel von Queen für die Kompilation Queen Dance Traxx 1 in Eurodance- und Rave-Versionen.
Nach dem zehnten Schuljahr verließ Wagner, die noch während ihrer ersten Veröffentlichungen die Otto-Hahn-Schule in Hamburg-Jenfeld besuchte, zugunsten ihrer Karriere die Schule mit einem Realschulabschluss. Sie erklärte 2010, dass sie plane, das Abitur nachzuholen.
Bald darauf folgten erste Versuche, Blümchen auch im Ausland zu etablieren. In Österreich und der Schweiz konnte sie mit den bis dahin veröffentlichten Singles Erfolge feiern, und auch das Album Herzfrequenz platzierte sich dort in den Charts. Chartnotierungen gab es auch in Norwegen, den Niederlanden und Ungarn. Unter dem Namen Blossom erfolgten 1996 erste Veröffentlichungen englischsprachiger Versionen der deutschen Songs in anderen Teilen Europas und auch in Asien. Eine zweiwöchige Promotiontour durch Asien – Ziele waren unter anderem die Philippinen, Taiwan und Japan – folgte im Jahr 1997.
Zu dieser Zeit wurde in Medien spekuliert, dass Jasmin Wagner in Wirklichkeit älter war, als in ihrer offiziellen Biographie angegeben. Diese Gerüchte wurden von ihr und ihrem Management ebenso dementiert wie Spekulationen darüber, ob Wagner nur das Gesicht Blümchens war und sie die veröffentlichten Songs gar nicht selbst singe. Letzteres wurde fünfzehn Jahre später wieder aufgegriffen (siehe unten).
Die Veröffentlichung der Vorabsingle Nur geträumt, im Original von Nena und ebenfalls eine Coverversion aus der Neuen Deutschen Welle, erfolgte im Frühjahr 1997. Stilistisch ähnelte dieser Song, ebenso wie die anderen Titel auf dem zweiten Studioalbum namens Verliebt …, den Songs, die auf dem Herzfrequenz-Album veröffentlicht wurden. Nena selbst bezeichnete die Cover-Version ihres Lieds als „süß“ und erzählte, dass die Produzenten anfragten, ob sie den Song mit Wagner gemeinsam im Duett singen wolle. Das Angebot lehnte sie allerdings ab. Zum ersten Mal erreichte Wagner mit einem ihrer Alben die Top 10 der deutschen Charts und wurde wiederum mit einer Goldenen Schallplatte ausgezeichnet. Es folgten drei weitere Singles von dem Longplayer.
Zur Albumveröffentlichung begann im Frühjahr 1997 unter dem Namen Verliebt …-Tour die erste Livetour durch mehrere Städte Deutschlands, Österreichs und der Schweiz. Zur Präsentation ihrer ersten Ballade Gib’ Mir Noch Zeit absolvierte die damals 17-Jährige einen Gastauftritt in der Daily Soap Gute Zeiten, schlechte Zeiten auf RTL. Der Song konnte als vierte Single in ihrer Karriere die Top 10 der Charts erreichen, während die Live-Tour aufgrund großer Nachfrage im Winter des gleichen Jahres um weitere Termine verlängert wurde.
Im Spätsommer 1998 folgte unter dem Titel Jasmin das dritte Album von Blümchen. Es wurde ein Image- und Stilwechsel vollzogen. Zwar bewegten sich die Songs noch im Bereich des Genre Dance, konnten nun jedoch eher der Popmusik zugeschrieben werden, zudem beschränkten sich die Songs nicht mehr nur auf die Refrains, sondern enthielten nun auch Strophen. Wagner färbte sich zur Veröffentlichung der Vorabsingle Blaue Augen, ein Cover des Songs von Ideal aus den frühen 1980er Jahren, ihre Haare rot und präsentierte sich zunehmend „erwachsener“. Erstmals beteiligte sich die damals 18-Jährige an einem Song und schrieb den Text des Songs Hand In Hand (Gewalt ist doof).
Jasmin konnte wie das Vorgängeralbum die Top 10 der deutschen Charts erreichen. Zwar brachte das Album keine weitere Top-10-Single hervor, doch auch die Singleveröffentlichungen können als Erfolg bezeichnet werden. Begleitend zum Album tourte Wagner wieder durch größere Städte in Deutschland, Österreich und der Schweiz. Ausschnitte von Tourauftritten wurden auf der VHS Blümchen '95 – '98 neben allen bisher gedrehten Musikvideos im November 1998 veröffentlicht. Erstmals seit ihrem Karrierestart nahm sich Jasmin Wagner nach der Veröffentlichung ihres dritten Albums eine längere Auszeit. Sie besuchte in den USA für drei Monate ein Schauspiel-College und bezog eine Wohngemeinschaft gemeinsam mit anderen Studenten.

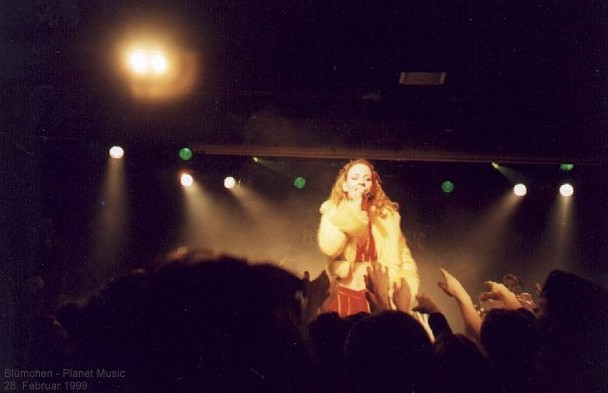
Blümchen (1999, Wien)

Währenddessen erreichte sie mit der deutsch-französischen Neuaufnahme des Songs Du bist die Insel, der ursprünglich auf dem Album Verliebt … enthalten war, die französischen Charts. Tu es mon île platzierte sich im Duett mit der französischen Sängerin Yta Farrow auf Rang 48. In Schweden kam es sogar zu mehreren Veröffentlichungen. Das Video zum Song Ich bin wieder hier wurde im Dezember 1998 erstmals in der schwedischen Musikshow Voxpop ausgestrahlt. Es folgte ein erstes Radiointerview in Schweden. Nachdem der Song Platz 12 in den schwedischen Dance-Charts erreicht hatte, konnte das Rozalla-Cover auch im Januar 1999 die offiziellen schwedischen Charts entern und stieg bis auf Platz 28. Im April 1999 folgte die Veröffentlichung von Nur geträumt. Der ursprünglich zwei Jahre zuvor veröffentlichte Song platzierte sich ebenfalls in den Top 30 der schwedischen Charts. Ihren größten Erfolg in Schweden erzielte Wagner mit dem Song Heut’ ist mein Tag. Im Juli 1999 stieg der Song auf Platz 36 ein und kletterte in den folgenden Wochen bis auf Platz 10 der Charts und wurde mit einer Goldenen Schallplatte ausgezeichnet. Insgesamt 21 Wochen blieb der Titel in den schwedischen Charts. Es folgten Promotion-Termine und weitere Veröffentlichungen in Schweden, unter anderem eine Zusammenarbeit mit dem schwedischen Musiker E-Type. Im Nachbarland Norwegen konnte Heut’ ist mein Tag sogar Platz 1 der Charts erreichen – bis heute ist der Titel damit die einzige Nummer-1-Single in Wagners Karriere.
In Deutschland wurde Heut’ ist mein Tag begleitend zur Veröffentlichung der Fan-Edition von Jasmin im Frühjahr 1999 herausgebracht. Letztmals konnte Blümchen zu aktiven Zeiten damit die Top 20 der deutschen Charts erreichen. Wenige Monate später, im Herbst 1999, erfolgte dann die Veröffentlichung des ersten Livealbums mit dem Titel Live in Berlin. Hierzu wurde das Konzert der Jasmin-Tour '98 in Berlin mitgeschnitten und zusammen mit dem Weihnachtssong Unterm Weihnachtsbaum veröffentlicht. Weder Album noch Single konnten an die alten Erfolge anknüpfen. Kritisiert wurde auch, dass der Musikstil Blümchens sich nicht für ein Livealbum eigne.
Im Frühjahr 2000 brachte Jasmin Wagner unter ihrem Künstlernamen Blümchen ihr viertes und zugleich auch letztes Studioalbum heraus mit dem Namen Die Welt gehört dir. Nur vier Wochen konnte sich der Longplayer in den Charts halten. Die vorab veröffentlichte Single Ist deine Liebe echt? erreichte ebenfalls keine zufriedenstellende Chartposition. Die Veröffentlichung der zweiten Single Die Welt gehört mir avancierte gar zu einer kleinen Katastrophe – der Song war in den deutschen Single-Charts nur für eine Woche und nur auf Platz 96 notiert.

### 2000–2001: Das vorläufige Ende von Blümchen

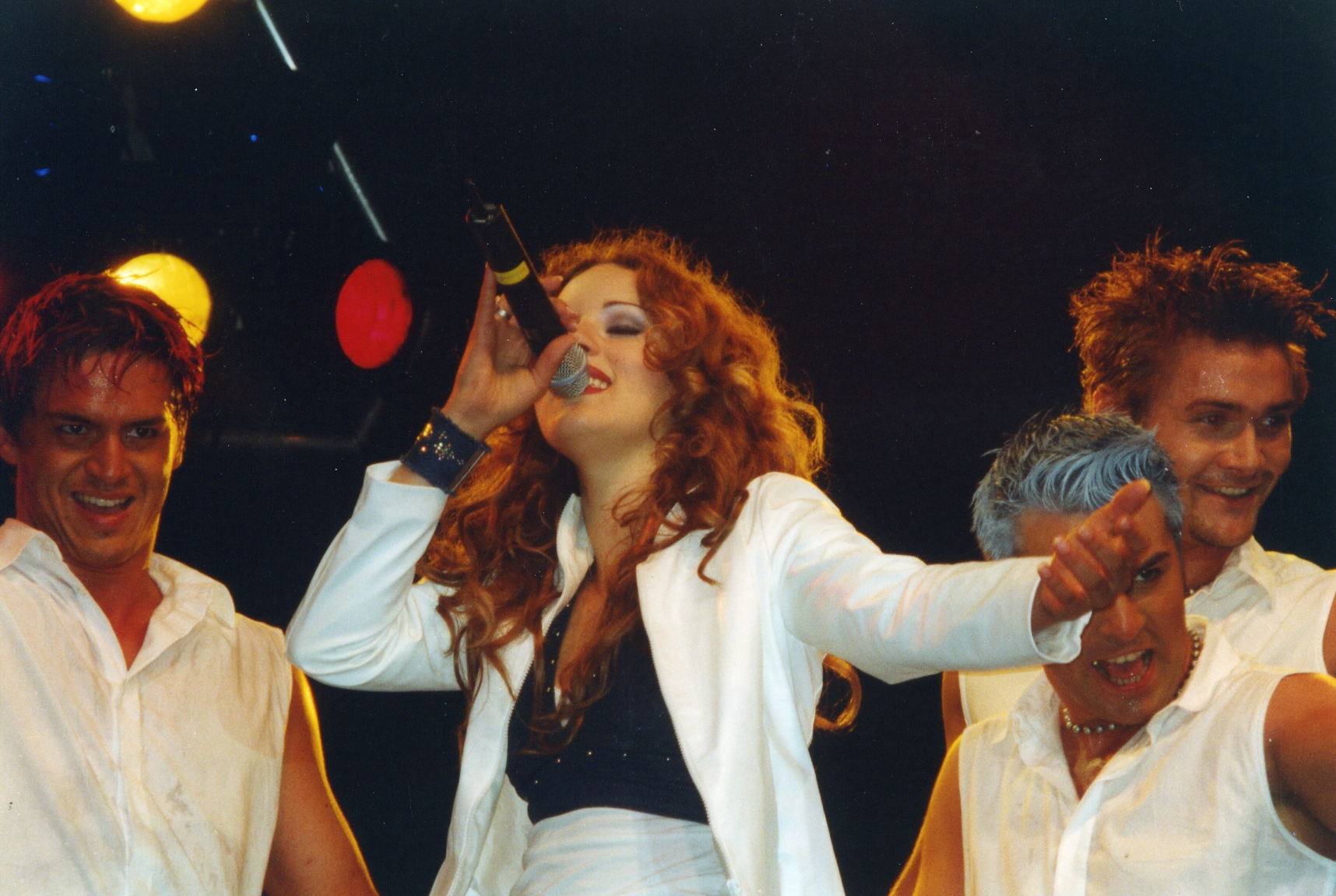
Blümchen (2000, Sangerhausen)

Kurz darauf, im November 2000, wurde in einer Pressemitteilung das Ende des Projekts und der Ära Blümchen für Jasmin Wagner bekannt gegeben.

„Nach fünf aufregenden, spannenden und wunderschönen Jahren ist es an der Zeit, neue Wege zu gehen. Wie jeder andere Mensch auch habe ich mich weiterentwickelt.“

Die in der Pressemitteilung erwähnten „neuen Wege“ definierte Wagner mit dem Ausprobieren neuer Dinge wie der Schauspielerei. Zudem wolle sie nun wieder mehr Zeit in Dinge investieren, für die sie während ihrer Karriere als Blümchen wenig Zeit hatte. Weitere musikalische Veröffentlichungen schloss sie nicht aus. Zum Abschluss ging die damals 20-Jährige noch einmal auf Tour durch mehrere Städte in Deutschland. Einige Termine wurden aufgrund geringer Nachfrage gestrichen. Nach der Veröffentlichung des Best-Of-Albums Für Immer Und Ewig – Das Beste von Blümchen und der Single Ich vermisse dich endete die Karriere Wagners als Blümchen am 11. Februar 2001 im fränkischen Gerolzhofen.

#### Image
Medial wurde Blümchen oft als „unschuldig“ dargestellt. Hierzu trug zum einen der Künstlername bei, ein Diminutiv des Wortes Blume, zum anderen die Beteuerungen Wagners, sie wolle noch keinen festen Partner haben und auch sexuell unberührt bleiben. Selbst erst ein Teenager, sollte sie auch als Identifikationsfigur für Mädchen im Alter von zehn bis 15 Jahren dienen, Probleme junger Mädchen wurden in den Liedern Blümchens thematisiert. Durch das selbstbewusste und starke Auftreten Wagners in den Medien und auf Konzerten wurden den meist jungen Zuhörern jedoch eben auch diese Werte vermittelt.
Blümchen galt verbreitet in der Branche lediglich als Kunstprodukt, was sich in gewisser Hinsicht nicht leugnen lässt, da sich beispielsweise die Geschichte ihrer Entdeckung als nicht wahr erwies.

#### Erfolg

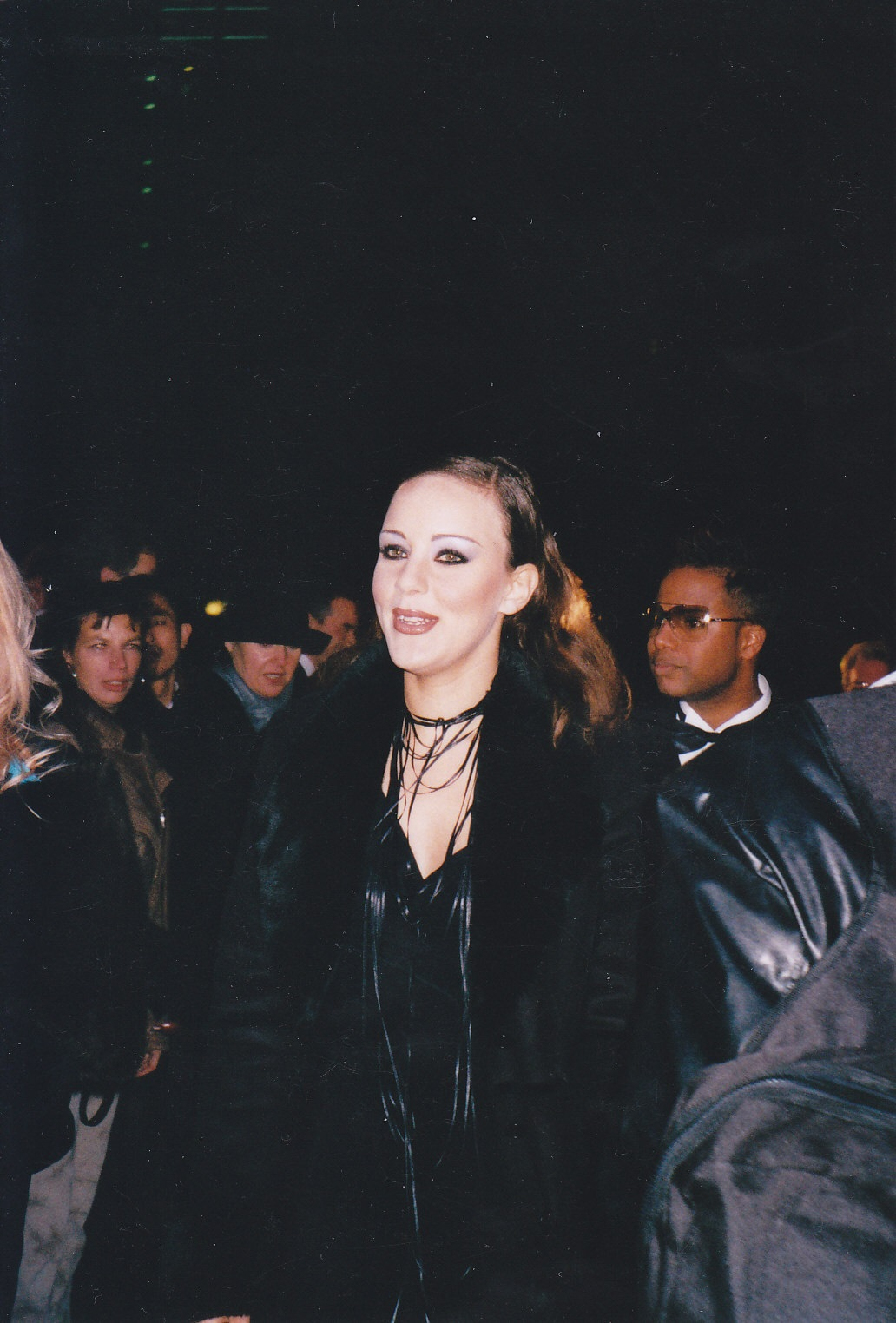
Jasmin Wagner (November 2002)

Das Projekt erhielt fünf Goldene Schallplatten, landete mehrere Top-10-Hits in Deutschland, Österreich und der Schweiz und konnte ab 1999 auch in Skandinavien Erfolge feiern. Blümchen war kommerziell sehr erfolgreich und erhielt zwei Echo-Auszeichnungen sowie vier weitere Nominierungen, aber auch beim Publikum kam Wagner als Gesicht des Projekts gut an und wurde mit verschiedenen Publikumspreisen ausgezeichnet.
Noch heute ist Jasmin Wagner unter ihrem Pseudonym Blümchen eine der populärsten deutschen Künstlerinnen außerhalb des deutschen Sprachraums.

#### Spekulationen über Wagners Rolle im Projekt
Schon 1997 berichtete Der Spiegel von Gerüchten, dass auf den Blümchen-Platten nicht Wagners Stimme zu hören sei. Wagner und ihr Management dementierten dies damals. Fünfzehn Jahre später, am 15. Mai 2012, behauptete der Musiker Jan Delay in der Fernsehsendung TV Total, Blümchen habe ihren ersten Hit Herz an Herz nicht selbst gesungen. Delay erklärte, er kenne die tatsächliche Sängerin, nannte ihren Namen jedoch nicht. Die Berliner Zeitung Der Tagesspiegel zitiert Internet-Spekulationen, nach denen die Studiomusikerin Alexandra Prince die tatsächliche Interpretin gewesen sein soll. Auf Anfrage des Tagesspiegels äußerte sich Wagner nicht zu den erneuten Vorwürfen. Ihr ehemaliger Produzent Stani Djukanovic hingegen erklärte, der Vorwurf sei „völlige[r] Unsinn“. Wagners Stimme sei damals zwar technisch bearbeitet und durch Hintergrund-Sängerinnen unterstützt worden, sie sei aber bei all ihren Songs als Leadstimme zu hören. Auch Alexandra Prince dementierte im Juli 2012 die Gerüchte und meinte auf die Frage, wie involviert sie bei Blümchen-Songs wie Herz an Herz tatsächlich war: „Diese Gerüchte langweilen doch nicht nur mich. Ich habe im Chor mitgesungen – nicht mehr und nicht weniger.“ Im September 2020 behaupteten allerdings Nisse und Melbeatz im Funk-Format Soundsof, dass Alexandra Prince die „echte Stimme von Blümchen“ sei. Prince war mit Melbeatz Teil des Dance-Projekts Durstlöscher. Auch Universal Music France greift diese Kontroverse in der Künstlerbiografie von Blümchen auf. In einer vom 12. Januar 2023 auf Youtube ausgestrahlten Folge des Talkformats Missverstehen Sie mich richtig! von Gregor Gysi behauptet Oliver Pocher ebenfalls, dass Wagner nicht die Sängerin des Projekts gewesen sei („Jeder wusste, die hat das nicht selbst eingesungen, das hat eine andere gesungen. Also lass die nicht live singen“.).

### 2002–2009: Karriere und Werke unter eigenem Namen
Im Sommer 2001 erschien auf dem Sampler Alpha Motherfuckers – Tribute To Turbonegro, einem Tributealbum für die norwegische Death-Punk-Band Turbonegro ein zusammen mit dem Ärzte-Mitglied Bela B. gesungenes Cover von Are you ready for some Darkness? unter dem Pseudonym Denim Girl. Als Teil der Hamburg All Stars sang sie zudem mit anderen Hamburger Künstlern und Prominenten den Song Die Stadt mit der Nase im Wind, der im September desselben Jahres als Single veröffentlicht wurde. Im Dezember 2001 erschien eine Neuaufnahme des Weihnachts-Klassikers Santa Clause Is Coming To Town, die exklusiv von Tchibo verkauft wurde.
Die erste richtige Single-Veröffentlichung unter eigenem Namen erfolgte erst im Spätsommer 2003. Wagner hatte sich mit verschiedenen Produzenten zusammengetan und produzierte ein Album, auf dem die verschiedensten Musikrichtungen enthalten sein sollten. Die erste Single Leb’ Deinen Traum, die gleichzeitig zur Titelmelodie der dritten Popstars-Staffel wurde, ähnelte vom Sound her den Songs des russischen Pop-Duos t.A.T.u., das im Jahr 2003 mit Elektropop-Songs große Erfolge feiern konnte. Wagners erster Song unter eigenem Namen konnte den 24. Platz in den deutschen Charts erreichen, während die Nachfolgesingle Helden wie wir, komponiert von Rosenstolz-Mitglied Peter Plate, Platz 68 der deutschen Singlecharts erreichen konnte. Bald darauf gab Wagner bekannt, dass ein bereits fertig gestelltes Album nicht veröffentlicht werde. Das Gesamtbild des Albums habe Wagner selbst nicht gefallen, woraufhin entschieden wurde, es unter Verschluss zu halten. Einige Lieder wurden jedoch im Rahmen einer Back-Again-Tour durch Deutschland präsentiert.
Im Jahr 2004 interpretierte Wagner den Song Hopelessly Devoted to You aus dem Film Grease in der RTL-Show Grease-Mania, welcher auch zusammen mit anderen Coverversionen aus den Filmen Grease und Dirty Dancing und Coverversionen von Elvis Presley auf dem Sampler Best Of Mania RTL im März 2004 veröffentlicht wurde.
Im Winter 2004 steuerte sie zudem einen Song zum Soundtrack des Films 7 Zwerge – Männer allein im Wald mit dem Namen The Love of My Life bei und interpretierte den Song Der kleine Stern auf dem Weihnachtssampler Your Stars for Christmas.
Wagner begann bald darauf die Arbeiten an ihrem zweiten Album. Zusammen mit dem Komponisten Michel van Dyke und dem Texter Bernd Begemann spielte die damals 25-Jährige Songs ein, die sich an denen der 1960er Jahre orientierten. Nachdem das Veröffentlichungsdatum von September 2005 mehrmals verschoben wurde, erschien der erste Longplayer unter ihrem bürgerlichen Namen im April 2006, vorab wurde die Single Männer brauchen Liebe veröffentlicht. Weder Album noch Single waren kommerziell erfolgreich – beide erreichten nur knapp die deutschen Top 100 und fielen nach je nur einer Woche wieder aus den Charts. Das Album erhielt jedoch passable Kritiken.
Im Juni 2006 erschien der offizielle Song zur Fußball-Weltmeisterschaft 2006 des Pay-TV-Senders Premiere Won’t Forget These Days, an dem Wagner als Teil des Music Team Germany mitwirkte.
Im Oktober desselben Jahres spielte Wagner ein Unplugged-Konzert im Rahmen von Sessions @ AOL und konnte sich mehrere Wochen auf Platz 1 der AOL Sessions Charts halten. Im gleichen Monat erschien der Song The Love of My Life, der schon auf dem Soundtrack zu 7 Zwerge – Männer allein im Wald erschienen war, auch auf dem Soundtrack des Nachfolgefilms 7 Zwerge – Der Wald ist nicht genug. Im Januar 2007 erfolgte dann die Gründung von Wagners eigener Plattenfirma Neues Gefühl, einem Sublabel von edel Records. Bei edel Records stand Wagner bereits als Blümchen unter Vertrag. Eine geplante Tour auf einigen Nordseeinseln im Sommer 2007 wurde abgesagt.

### 2010–2018: Weiteres musikalisches Schaffen

#### Unfreiwilliges Comeback von Blümchen

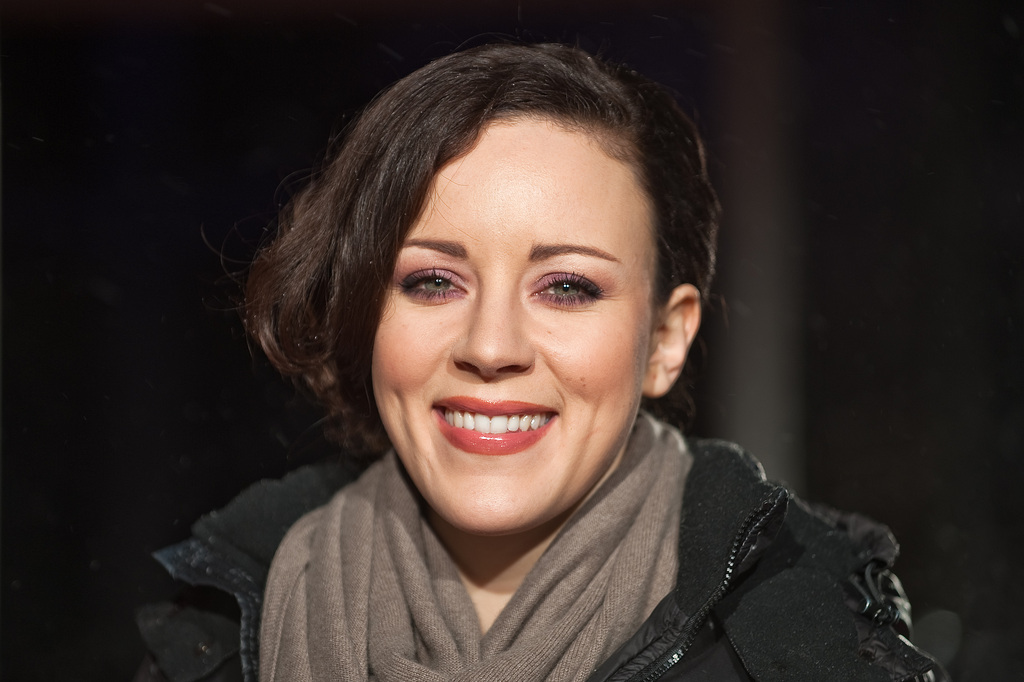
Wagner auf der Berlinale 2010

Im April 2010 endete die siebte Staffel der Casting-Show Deutschland sucht den Superstar. Um zu verhindern, dass der Gewinner Mehrzad Marashi mit seiner Debütsingle Don’t Believe die Spitze der deutschen Charts erreicht, formierten sich auf diversen Internetplattformen Anti-DSDS-Projekte. So wurde unter anderem im Medienforum IOFF dazu aufgerufen, Blümchens Boomerang digital zu kaufen, um den Song vor Marashi in den Charts zu platzieren. Dies gelang allerdings nicht: Während Don’t Believe auf Platz eins einstieg, landete Boomerang auf Rang sieben. Für Jasmin Wagner erwies sich die Aktion dennoch als großer Erfolg. Boomerang, das 1996 nur bis auf Rang elf der deutschen Charts kletterte, wurde damit im Nachhinein Blümchens fünfter Top-10-Hit. Im Zuge der hohen Aufmerksamkeit entschloss sich edel music, Boomerang erneut als 2-Track-Single zu veröffentlichen. Zudem kam am 7. Mai 2010 auch Blümchens Best Of von 2003 als Neuauflage nochmals in den Handel, aber ohne nennenswerten Erfolg. Das Album verfehlte die deutschen Albumcharts. Wagner betonte mehrfach, nicht an der Aktion beteiligt gewesen zu sein, unterstützte sie jedoch.

#### Musikalische Projekte seit 2010
Seit dem 6. März 2010 war ein von Wagner eingesungenes Stück die Erkennungsmelodie des ARD-Kinderprogramms Check Eins. Im August wurde die Hymne des FC St. Pauli You’ll Never Walk Alone neu produziert und von Hamburger Künstlern eingesungen, darunter auch Jasmin Wagner.
Im Mai 2011 erschien das Album Oh, dieser Sound – Stars spielen Superpunk, auf dem Song-Klassiker der Band Superpunk von verschiedenen Künstlern neu interpretiert werden. Wagner steuerte hierzu den Titelsong Oh, dieser Sound! in einer neuen Version bei.
Für ihre Rolle der Alexandra (siehe Musical und Theater) nahm Wagner die Songs der gleichnamigen Sängerin neu auf. Die CD Jasmin Wagner singt Alexandra wurde im Juli 2012 veröffentlicht. Auch zum Liederabend Männerbeschaffungsmaßnahmen wurde eigens eine CD angefertigt, die es aber nur nach den Vorstellungen in den Theatern käuflich zu erwerben gab.
Auf dem im September 2014 erschienenen Album Achterbahn der Vokal-Pop-Gruppe Wise Guys singt sie im Lied Küss mich die Hauptstimme.

Jasmin Wagner lehnte im Jahr 2011 ein lukratives Angebot für einen einmaligen Blümchen-Auftritt in Russland ab, da es sich zum damaligen Zeitpunkt für sie nicht authentisch angefühlt hätte. 

„In Russland hatte man mir verlockend viel Geld für einen Blümchen-Auftritt angeboten. Aber ich könnte das nicht, in den Klamotten von damals sehe ich verkleidet aus.“

### 2019: Comeback als Blümchen

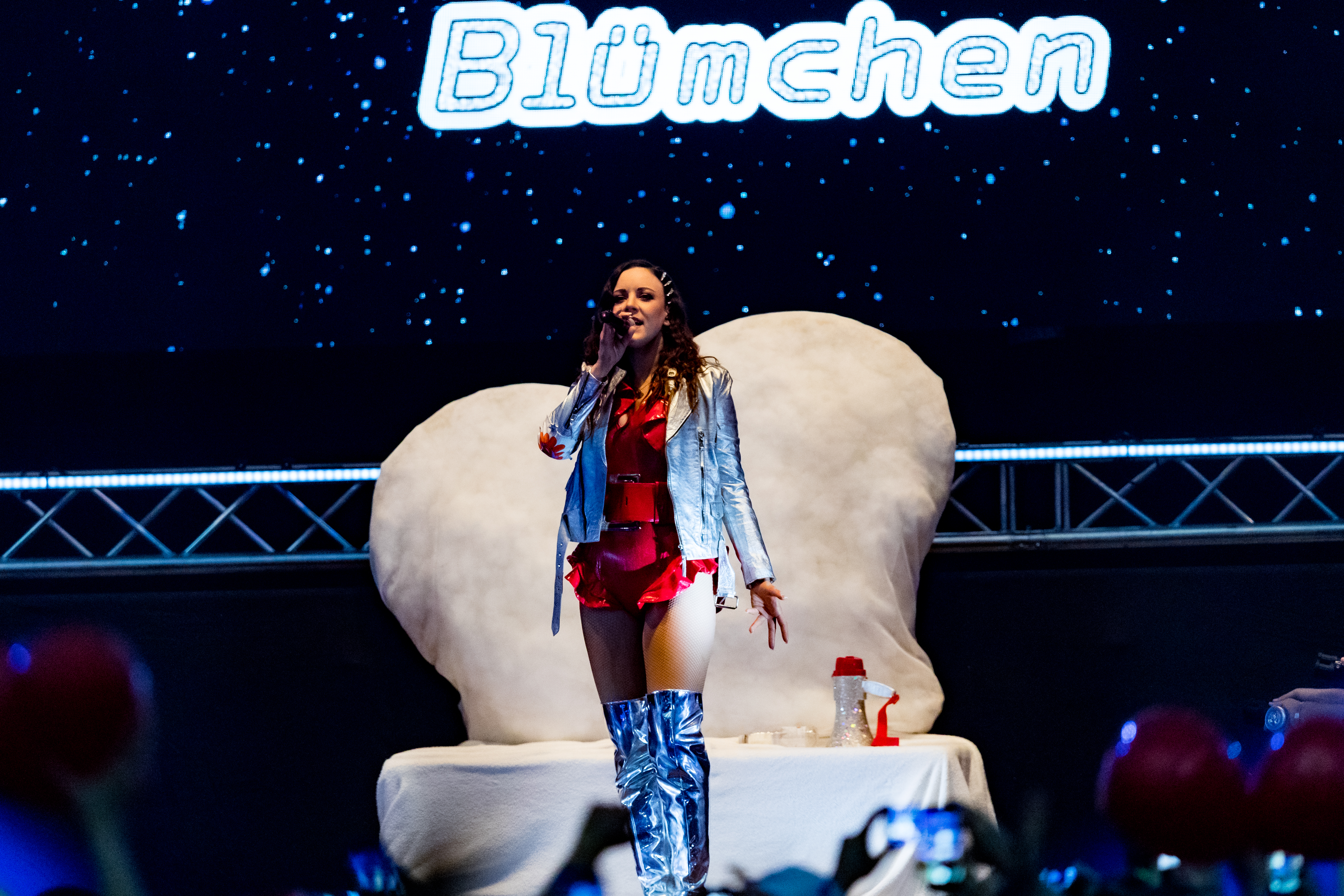
Jasmin Wagner als Blümchen bei Sunshine live „Die 90er – Live on Stage“ (2019)

Am 29. März erschien 2019 mit Computerliebe nach 18 Jahren erstmals wieder eine Single als Blümchen-Single, die es kurz nach Veröffentlichung auf Platz 22 der iTunes-Charts schaffte. Es handelt sich um die Coverversion eines Titels der NDW-Band Paso Doble.
Am 30. März 2019 gab Wagner im Rahmen der Veranstaltungsreihe „90er live“ in der Veltins-Arena ihr Bühnencomeback als Blümchen. Neben ihr traten auch Künstler wie Haddaway, Dr. Alban, die Vengaboys und David Hasselhoff auf. Die Show in Gelsenkirchen fand vor rund 58.000 Zuschauern statt und war gleichzeitig der Auftakt der „Bloomerang Tour 2019“. Im selben Jahr folgten weitere 10 Auftritte bei der „90er Live Tour“, 13 Auftritte bei „90er-Festivals und -Partys“, sechs Auftritte im Mega-Park auf Mallorca sowie der Auftritt beim Punk-Festival Ruhrpott Rodeo. Zur Setlist gehörten die Songs Ich bin wieder hier, Herz an Herz, Bicycle Race, Computerliebe, Kleiner Satellit, Boomerang und Nur geträumt.
Im April 2019 veröffentlichte sie mit dem kubanischen Sänger Raykuba eine Marquess-Remix-Version zu Herz an Herz, die sie mit Raykuba im ZDF-Fernsehgarten vorstellte. Im Juli 2019 veröffentlichte sie zusammen mit David Hasselhoff die Single You Made the Summer Go Away. Den Song präsentierten die beiden auf der im Oktober 2019 stattgefundenen Freedom! The Journey Continues Tour von David Hasselhoff.
Pandemiebedingt konnte Wagner in den Jahren 2020 und 2021 jeweils nur zwei Blümchen-Auftritte absolvieren.

### 2021: Elektro-Schlager
Im September 2020 unterschrieb Wagner einen neuen Künstler- und Plattenvertrag bei Schubert Music Records mit dem Label Mirabella.
Die neue Musikrichtung wird als Elektro-Schlager bezeichnet und unter Jasmin Wagner veröffentlicht. Am 20. April 2021 erschien die erste Single Gold, die es in der Folgewoche bis auf Platz 10 der iTunes-Charts Deutschland schaffte. In den offiziellen deutschen Download-Charts erreichte Wagner mit Gold Platz 42. Mit diesem Song nahm sie im Mai 2021 für Kroatien am Free European Song Contest teil und landete mit 18 Punkten auf dem letzten Platz.
Im Juni 2021 veröffentlichte sie als Blümchen zusammen mit Finch die Single Herzalarm, die Platz 7 der deutschen Charts erreichte. Es handelte sich dabei um ihren ersten Top-Ten-Hit seit über 10 Jahren. Kurz darauf erschien die Neuauflage des Kinderlied-Hits Das Lied über mich, zusammen mit Volker Rosin.
Am 23. Juli 2021 erschien mit Von Herzen das erste Studioalbum von Jasmin Wagner seit 15 Jahren. In den offiziellen deutschen Albumcharts erreichte es Platz 6. Damit erzielte Von Herzen in den Albumcharts die höchste Chart-Position in Wagners gesamten Karriere und ist ihr erstes Top-Ten-Album seit 1998. In der Schweiz erreichte Wagner erstmals seit August 2000 wieder die Album-Charts. Hier platzierte sich Von Herzen auf Position 25. Mit Hauptsache Du und Regentropfen folgten zwei weitere Single-Veröffentlichungen.
Im August 2021 nahm sie zusammen mit dem Rapper MC Fitti den Song C-Promi Himmel auf, welcher auf dessen Album Graffiti veröffentlicht wurde.
Stereoact veröffentlichten zusammen mit Wagner am 31. Dezember 2021 den Song Die 90er.

### 2022 / 2023: Konzerte als Blümchen

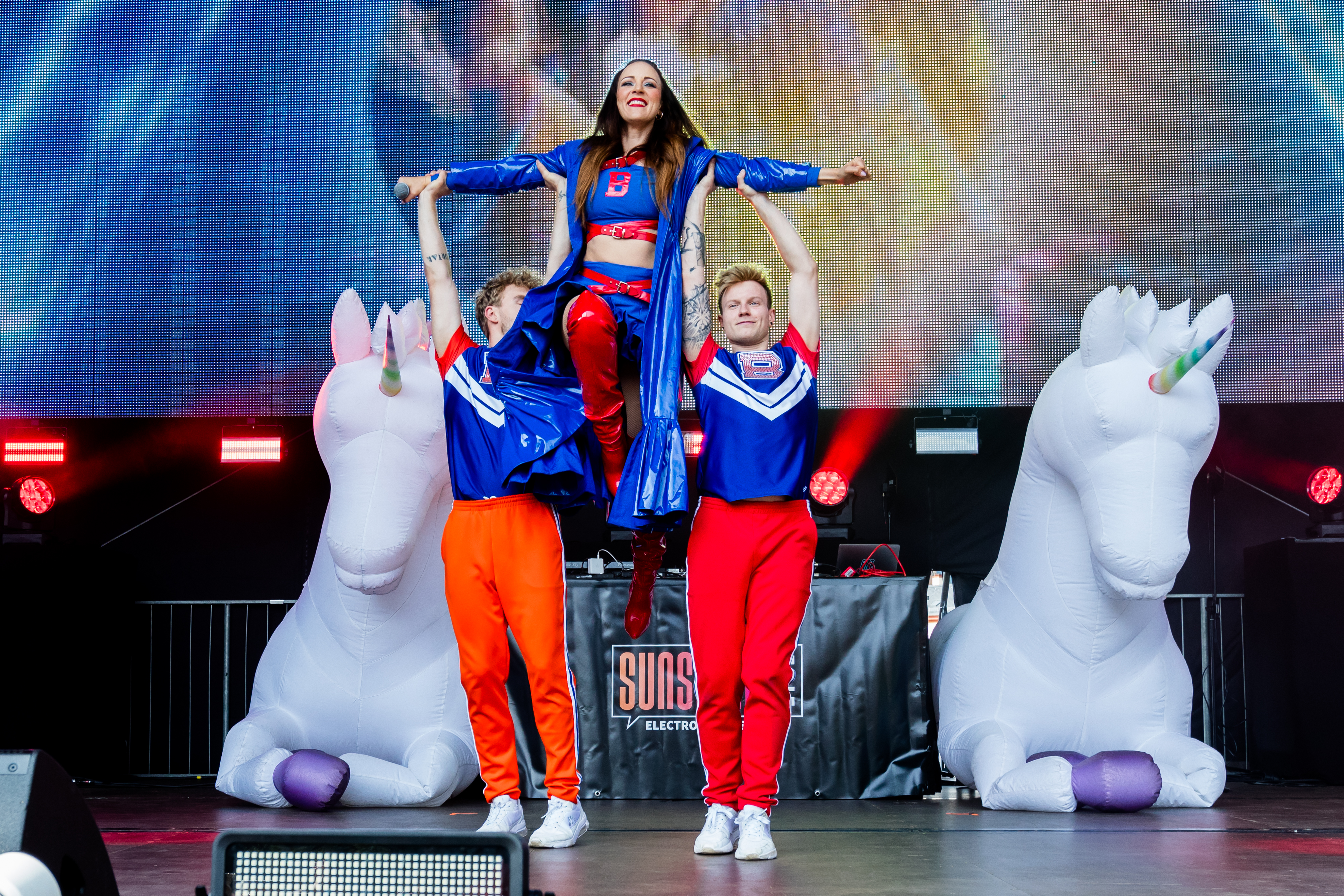
Blümchen während ihres Auftritts bei Sunshine live „Die 90er - Live On Stage“ 2023 - Sommeredition

Am 26. März 2022 präsentierte Wagner in der Veltins-Arena ihr neues Blümchen-Bühnenprogramm. Die Setlist bestand aus den Songs Boomerang, Heut ist mein Tag, Verrückte Jungs, Nur geträumt, Herz an Herz, Gib mir noch Zeit und Kleiner Satellit sowie Kurzversionen von Gold und Nur für euch. Es folgten weitere 40 Auftritte in Deutschland, Dänemark, Schweden, Österreich und erneut im Mega-Park auf Mallorca. Beim Elektro-Festival Parookaville präsentierten Wagner und Finch erstmals den Song Herzalarm. Ihren letzten Auftritt vor ihrer Babypause hatte Wagner bei der 90s Super Show am 3. September in Wien.
Im Januar 2023 wurde die Kompilation Blümchen - Das Beste aus den 90ern veröffentlicht, welche Platz 52 in den Deutschen Albumcharts erreichte. Am 26. Mai 2023 begann die School of Rave-Tour mit insgesamt 22 Auftritten, darunter ein Auftritt in Finnland und der Schweiz. Erstmals nahm Wagner an der 90s Super Cruise teil und präsentierte ihr Programm auf einer AIDA-Kreuzfahrt. Passenderweise gehörte dazu der neue Blümchen-Song Ozeanisch zur Setlist der gesamten Tour. Du und ich, Ich bin wieder hier, Heut ist mein Tag, SOS - Herz in Not, Kleiner Satellit, Computerliebe, Nur geträumt, Boomerang und Herz an Herz rundeten das meist 45-minütige Bühnenprogramm ab. Am 5. August 2023 sang Blümchen, als Special Guest von Lord of the Lost, Herz an Herz beim Wacken Open Air und im Anschluss das Roxette-Cover The Look mit der Band. Am 11. August 2023 wurde das Duett SOS mit der Sängerin Domiziana veröffentlicht, das auf Platz 16 der deutschen Single Trending Charts einstieg. In den offiziellen deutschen Download-Single-Charts erreichte der Song Platz 43. Am 14. September 2023 erschien zusammen mit der Dating App Bumble die Single La-La-Lass Mich.

### 2024: SolosingleRavergirlund Labelwechsel
Am 15. März 2024 erschien mit Ravergirl die erste Solosingle als Blümchen nach fünf Jahren. Vorangegangen war die Bekanntgabe, dass das Universal-Label Virgin Records Wagner unter Vertrag genommen hat. Die Single erreichte Platz 52 in den offiziellen deutschen Single-Downloadcharts. Unter gleichnamigen Titel startete Blümchen am 11. Mai 2024 ihre Festival-Tour mit insgesamt 15 Auftritten, u. a. beim Deichbrand- und Melt-Festival. Die Setliste des erneut 45-minütigen Programms bestand aus 11 Songs - Blaue Augen, Ravergirl, Kleiner Satellit, SOS / Herzalarm, Computerliebe, Gib mir noch Zeit, Heut ist mein Tag, Boomerang, Herz an Herz und Nur geträumt.
Im selben Jahr erschienen die Singles Bassface und Liebe auf den ersten Beat, welche zusammen mit den DJ-Duos Pazoo und Lizot entstanden. Mit Party all the time wurde eine weitere Solo-Single veröffentlicht.

### 2025: Das endgültige Ende von Blümchen
Im März 2025 gab Wagner bekannt, ihre musikalische Karriere als Blümchen zu beenden. Nach 30 Jahren ist im November 2025 das Abschiedskonzert Der letzte Rave in Hamburg geplant.

## Andere Tätigkeiten

### Moderation
Nur wenige Monate nach ihrem Karrierestart erhielt Wagner im Jahr 1996 die Chance, in der Radiosendung Roadshow die Co-Moderation zu übernehmen. Erste Schritte im Fernsehen machte sie im September 1996, als sie die Moderatorin der interaktiven Show Heart Attack wurde. Sie moderierte im Wechsel mit Jasmin Gerat und Franklin. Die Sendung wurde live auf tm3, später auf RTL II, ausgestrahlt. Wagner begrüßte in jeder Sendung ein „Lonely Heart“, einen Teenager, der in der Sendung eine Freundin suchte. Auf dem Kindersender Nickelodeon moderierte sie die Nick Verleihung 1996, in der die jungen Zuschauer sogenannte „Blimps“ an ihre Lieblingsstars vergaben.
1998 übernahm Wagner die Moderation der Mini Playback Show auf RTL, die nach fallenden Quoten modernisiert werden sollte. Von RTL als die jüngste Prime-Time-Moderatorin Deutschlands angekündigt, konnte die damals 18-Jährige die Absetzung der Sendung nicht verhindern.
Ab 1999 übernahm Wagner Moderationen verschiedener Formate auf dem Musiksender VIVA. So war sie mehrmals in der alltäglichen Nachmittagsshow Interaktiv zu sehen. 2000 war sie zudem Gastmoderatorin von MAX TV auf ProSieben und Bravo TV auf RTL II und moderierte ihre eigene Kochsendung Blumissimo im Internet.
Im selben Jahr übernahm sie zudem die Moderation der Disney Filmparade auf RTL von Thomas Gottschalk und reiste durch die verschiedenen Disney-Themenparks. Mit dem Wechsel der Sendung zu ProSieben im Jahr 2002 gab Wagner die Moderation der Sendung ab.
Die 13 Folgen der Castingshow Teenstar wurden ebenfalls von Jasmin Wagner moderiert. Die Quoten blieben jedoch hinter den Erwartungen zurück, woraufhin keine weitere Staffel produziert wurde.
In den darauffolgenden Jahren war sie wieder mehrmals als Moderatorin für VIVA tätig. Im Jahr 2006 moderierte sie im Wechsel mit Dennis Wilms die Sendung Ein Star für Dich, die auf dem Disney Channel ausgestrahlt wurde. In der Sendung wurde Kindern ermöglicht, ihren Lieblingsstar zu treffen und einen Tag mit ihm zu verbringen. Für den Pay-TV-Sender Sat.1 Comedy moderierte Wagner 2006 den Vorbericht zur TV total Stock Car Crash Challenge und 2007 den Vorbericht zur TV total WOK-WM.

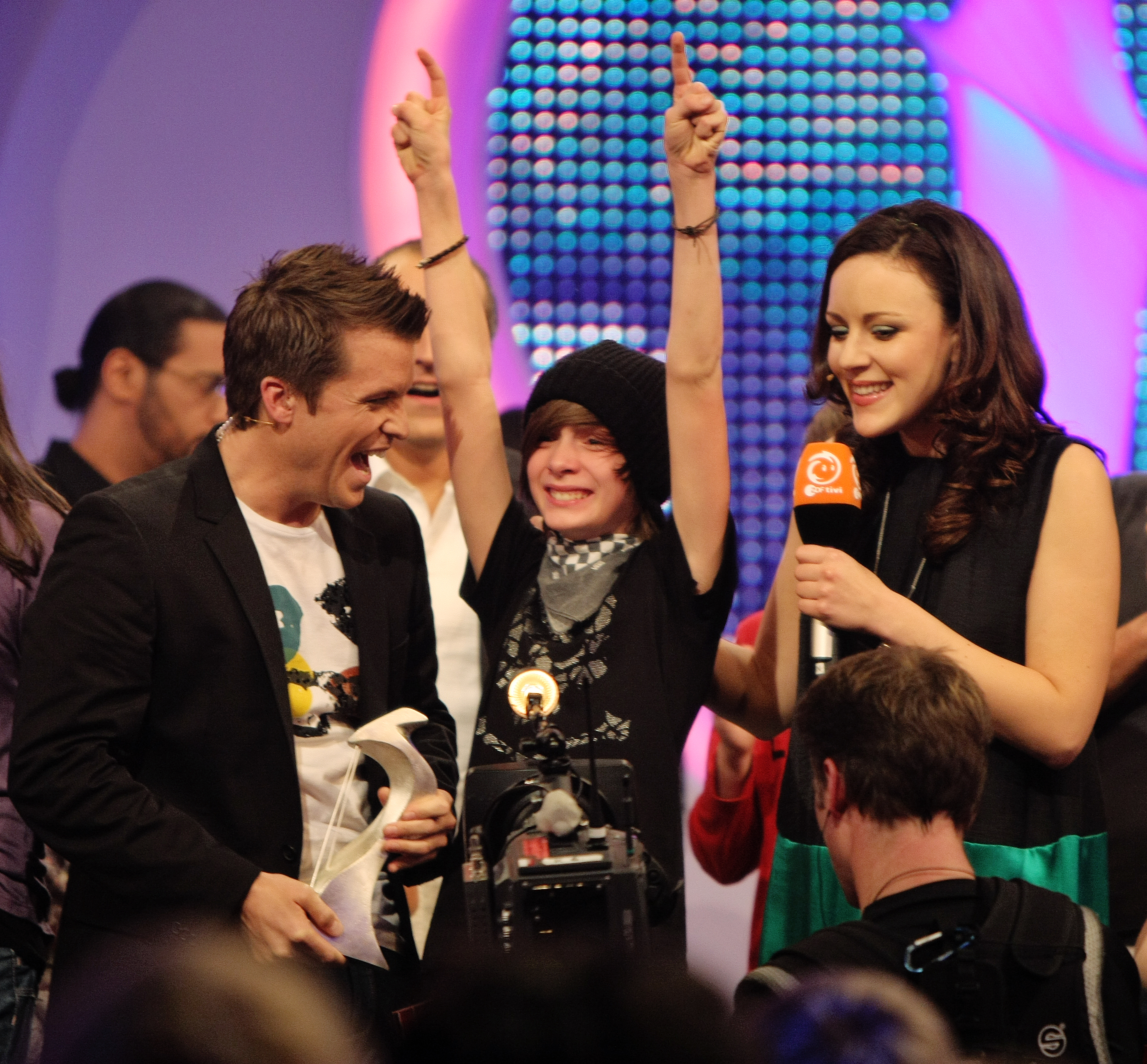
Jasmin mit Beni Weber und dem Songwriter des Jahres Joshua bei der Finalshow von Dein Song (2008)

Im Jahr 2008 wechselte sie zum KiKA, wo sie die erste Staffel der Talentsuche Dein Song gemeinsam mit Benedikt Weber moderierte. Auch die Moderation der zweiten Staffel wurde von ihr übernommen, dieses Mal jedoch gemeinsam mit Bürger Lars Dietrich. Wagner begleitete die Kinder während der Entstehung ihrer Songs und präsentierte ebenfalls das abschließende Finale, in dem live der Siegertitel gekürt wurde.
Zudem war sie Moderatorin verschiedener Live-Ereignisse. Unter anderem führte sie durch die Verleihungen des „Goldenen Fritz“ im Jahre 2002 und 2003 und die „Happy Family Events“ der ehemaligen Supermarktkette miniMal. Zuletzt moderierte Wagner im Rahmen der IFA 2014, wo sie u. a. durch das Tagesprogramm im IFA-Sommergarten führte.
Von Oktober bis Dezember 2020 moderierte Wagner zusammen mit Aaron Troschke den sechs Folgen umfassenden 90er-Retro-Podcast MTV Back For Good für MTV Germany.
Im Oktober/November 2022 war sie Gastgeberin der fünf Folgen umfassenden SWR-Sendung Kleine Bühne - große Chance: Das Couchkonzert mit Jasmin Wagner.
Vom 27. Februar 2023 an gehörte Wagner zum Moderationsteam der Sat.1-Nachmittagssendung Volles Haus! Sat.1 Live, welche bis Oktober 2023 ausgestrahlt wurde.

### Film und Fernsehen
In der Daily Soap Gute Zeiten, schlechte Zeiten hatte Wagner 1997 einen Gastauftritt, bei dem sie sich selbst spielte und ihren Song Gib’ mir noch Zeit bewarb.
Während ihres Auslandsaufenthaltes lernte Wagner Sylvester Stallone kennen, der sowohl am Drehbuch und der Produktion des Actionfilms Driven beteiligt war. Er verschaffte ihr eine kleine Sprechrolle in diesem Film.
Kurz darauf erhielt sie eine Rolle im sozialkritischen Kurzfilm Die Randgruppe, der den Max-Ophüls-Preis gewinnen konnte. 2003 übernahm sie im Independent-Film Operation Dance Sensation von Simon und Thilo Gosejohann eine Gastrolle als Krankenschwester. Drei Jahre später bekam sie ihre erste Hauptrolle in dem Film Breathful des Regisseurs Daryush Shokof.
Im Jahr 2007 war Wagner erstmals in einem Fernsehfilm zu sehen. In der Komödie Erdbeereis mit Liebe, ausgestrahlt auf Sat.1, spielte sie die Assistentin der Hauptfigur, welche von Annette Frier gespielt wurde. Im selben Jahr hatte Wagner eine kleine Gastrolle im Pilotfilm zur Sendung Krass Mann Police Department.
Zwischen 2009 und 2011 übernahm Wagner Episodenrollen in den ZDF-Serien Hallo Robbie!, SOKO 5113 und Notruf Hafenkante.
Im Film Kartoffelsalat 3 – Das Musical übernahm Wagner die Rolle der Lehrerin Frau Schmidt und ist damit erstmals in einer größeren Rolle im Kino zu sehen. Die Premiere des Films fand am 25. Januar 2020 in Heide statt.
Im Zeitreise-Spielfilm t=E/x² war Wagner in der Rolle der stummen Schwertkämpferin Ava zu sehen. Der Film hatte 2021 seine Premiere im TCL Chinese Theatre in Hollywood im Rahmen des Dances With Films-Filmfestivals und gewann seitdem etliche Preise auf internationalen Filmfestivals. 2023 erschien die DVD zum Film, inklusive einer 45-minütigen Dokumentation über die Entstehung des Films. Eine Audio-Version dieser Dokumentation wurde 2024 als Spezial-Folge des Podcasts Neurotainment Show veröffentlicht. Hier erzählen der Autor und Regisseur des Films Andreas Z. Simon, aber auch Jasmin Wagner und andere Teammitglieder über die Hürden bei der Produktion.

### Musical und Theater
Vom 22. November bis zum 30. Dezember 2007 spielte Wagner die Rolle des Weihnachtsengels im Musical Vom Geist der Weihnacht nach der Geschichte von Charles Dickens im Duisburger Theater am Marientor.
Von 2008 bis 2014 übernahm Wagner die Rolle der Laura im Liederabend Männerbeschaffungsmaßnahmen in den Hamburger Kammerspielen. Regie führte Dietmar Loeffler. Es gab insgesamt vier Spielzeiten, sowie mehrere Gastspiele in verschiedenen Städten und zwei Deutschland-Tourneen (25. September bis 30. Oktober 2009 sowie 31. März bis 20. April 2011) mit insgesamt 49 Aufführungen. Vom 29. Januar bis 2. Februar 2014 gab es eine Gastspielserie im Schlossparktheater Berlin.
Im Sommer 2009 spielte sie im Theaterstück Der Glöckner von Notre-Dame die Esmeralda. Während einer der Aufführungen, die während der Kreuzgangspiele Feuchtwangen stattfanden, wurde Wagner von einem Stalker bedroht, woraufhin sie Polizeischutz erhielt.
Im September 2010 übernahm Wagner im Theaterstück Robin Hood die Rolle der Charlotte. Es gab zwei Spielzeiten im Altonaer Theater in Hamburg sowie mehrere Gastspiele, hauptsächlich im Hamburger Raum.
Von Oktober 2011 bis Februar 2013 spielte Wagner im Schlosspark Theater Berlin die Hauptrolle im Stück Alexandra – Glück und Verhängnis eines Stars von Michael Kunze, in dem die Geschichte der deutschen Sängerin, Gitarristin und Komponistin Alexandra erzählt wird, die 1969 unter bis heute ungeklärten Umständen bei einem tragischen Autounfall ums Leben kam. Zudem ging das Stück im November/Dezember 2012 und April/Mai 2013 auf Deutschland-Tournee mit insgesamt 40 Aufführungen.
Von Juli 2013 bis August 2014 trat Wagner wieder an den Hamburger Kammerspielen auf. Im Liederabend Familienbande übernahm sie die Rolle der Helena. Im Februar 2014 hatte das Theater-Musical DoctorDate.de – Die ultimativ musikalische Partneragentur Premiere im Schlosspark Theater Berlin. Wagner übernahm darin die Rolle der Automechanikerin Anna Piotrowski. Vom 11. Juni bis 16. August 2014 stand Wagner bei den Kreuzgangspielen Feuchtwangen als Sally Bowles in dem Musical Cabaret auf der Bühne.
Vom Oktober 2014 bis Mai 2017 übernahm Wagner in der Karaoke-Komödie Tussipark die Rolle der Braut Wanda. Anfangs als Vertretung von Jeanette Biedermann, später als Erstbesetzung absolvierte Wagner drei Spielzeiten in der Comödie Dresden und eine Deutschland-Tournee.
Vom 27. Februar bis 28. März 2015 sowie im März 2017 war Wagner mit dem Stück Scherben (Schauspiel von Arthur Miller) in einer Produktion des Hamburger Ernst Deutsch Theaters auf Tournee. Sie übernahm darin die Rolle der Harriet. Im Sommer 2015 gehörte Wagner zum Ensemble der Burgfestspiele Jagsthausen. Wagner spielte Rollen in vier Stücken, u. a. war sie als Adelheid von Walldorf in Goethes Schauspiel Götz von Berlichingen und als Hodel in Anatevka zu sehen. Vom 6. Oktober bis 31. Dezember 2015 übernahm Wagner in der Theater-Komödie Trennung für Feiglinge die Rolle der Sophie. Spielort war die Komödie am Altstadtmarkt in Braunschweig. Darüber hinaus gab es Gastspiele in 12 Orten. Das Stück wurde 2016 für den Monica Bleibtreu Preis in der Kategorie Komödie nominiert. Hierzu fand am 24. Juni im Rahmen der Privattheatertage 2016 in Hamburg ein Gastspiel im Ohnsorg-Theater statt.
Vom 17. März bis 20. April 2016 wirkte Wagner in der Uraufführung der Theater-Komödie Liebeslügen oder Treue ist auch keine Lösung nach dem Roman von Ildikó von Kürthy mit. Spielort war das Ernst Deutsch Theater in Hamburg. Im September/Oktober 2017 war das Stück erstmals auf Deutschland-Tournee, welche im Frühjahr 2018 fortgesetzt wurde. Vom 11. September bis 23. Oktober 2016 sowie 30. Mai bis 17. Juni 2018 verkörperte Wagner u. a. die Rolle der Existenzialistin in dem Theaterstück Am anderen Ende der Sonnenallee nach dem Roman von Thomas Brussig im Altonaer Theater in Hamburg. Eine Deutschland-Tournee folgte im Februar/März 2018.
2017 spielte Wagner am Schlosspark Theater in Berlin in dem Stück Fehler im System die Rolle der Emma. Die Komödie wurde im gleichen Jahr für den Monica Bleibtreu Preis nominiert. Im Rahmen der Privattheatertage in Hamburg fand hierzu am 18. Juni 2017 ein Gastspiel im Altonaer Theater statt. Vom 1. Februar bis 15. März 2019 folgte eine Tournee.
Im Schauspiel Wie im Himmel – nach dem gleichnamigen Film – übernahm Wagner in einer Produktion des Altonaer Theaters vom 18. Juli bis 5. August 2018 bei den Festspielen Heppenheim sowie vom 4. bis 25. Januar 2019 auf einer Tournee die Rolle der Gabriella.

### Hörspiel und Synchronisation
In der im Jahr 2003 erschienenen ersten Folge der Hörspielserie Gabriel Burns sprach Wagner die Rolle der Linda Aspin. Drei Jahre später las sie das Hörbuch Sophia Loren – Sie ist die letzte Diva aus der Serie „Frau im Spiegel Legenden“, das sich mit dem Leben der italienischen Schauspielerin Sophia Loren beschäftigt. Im selben Jahr sprach sie die Haushälterin Cornelia Cook im Computerspiel Tony Tough 2 – Der Klugscheißer kehrt zurück. In Folge 36 der Hörspielserie Hanni und Nanni (…beschützen die Tiere) übernahm Wagner die Rolle der Schülerin Finja. Ebenso hatte sie eine Sprechrolle in Folge 145 (Die Rache der Samurai) der Reihe Die drei ???. Für die Hörbuchreihe Hamburg-Krimis übernahm Wagner 2012 in der Folge Todesengel Reeperbahn eine der Hauptrollen.

### Songwriting
Wagner verfasste den Text zum Song Orchester in mir, den Christina Stürmer und Saphir 2008 bzw. 2010 interpretierten. Außerdem war sie an der Komposition des Titels Mit jedem Abschied fängt was an von Gitte Haenning beteiligt. Schon zu Blümchen-Zeiten schrieb Wagner an ihren eigenen Songs mit. Dazu zählt der Titel Hand in Hand (Gewalt ist doof) vom Album Jasmin sowie die Abschiedssingle Ich vermisse Dich.

### Werbung und weitere wirtschaftliche Aktivitäten
Jasmin Wagner war Werbeträgerin verschiedener Marken. 1998 warb sie für das Parfüm Tommy Girl des US-Designers Tommy Hilfiger, von dem auf der „Jasmin-Tour“ im gleichen Jahr Duftproben verteilt wurden. Danach signierte sie in verschiedenen Parfümerien Autogramme.
Für Fing’rs, einen Hersteller von Kunstfingernägeln und Nagelpflegeprodukte, warb Wagner im Jahr 2001. Für das Versandhaus Baur präsentierte sie zwischen 2002 und 2005 verschiedene Modekollektionen. Begleitend zu einem geplanten Album im Jahr 2004 brachte Wagner ihre eigene Kosmetikpflegeserie Jamila auf den Markt. Die Produktion wurde allerdings eingestellt, nachdem das Album nicht veröffentlicht wurde. 2009 wurde sie neben anderen bekannten Gesichtern aus Norddeutschland das Gesicht der Lebensmittel-Marke Küstengold, eine Eigenmarke der Bünting Unternehmensgruppe.
Im Jahr 2010 warb sie als Produktpatin für den Schmuckhersteller Bona puani. 2011 machte Wagner Werbung für den Online-Brillenanbieter Favoptic und wurde 2012 Botschafterin des neuen Elektro-Autos Renault Twizy. Ab März 2019 war Wagner Testimonial für Luxuslashes, einen Anbieter für Wimpernverlängerung und seit Mai 2019 Werbegesicht für den Fitness- und Wellnessanbieter Meridian Spa & Fitness in Hamburg, mit dem sie auch ihr eigenes Fitness-Workout Boom Boom 90s Workout entwickelt hat.
Wagner war bis 2018 neben ihrem Ehemann Geschäftsführerin der im Bereich Immobilienentwicklung und Investmentberatung tätigen Berliner Real Future GmbH. Aktuell (Stand: August 2019) wird sie dort nicht mehr als Geschäftsführerin geführt.
Zusammen mit der Erzeugergenossenschaft für Blumen und Pflanzen Landgard präsentierte Wagner im Januar 2020 auf der Internationalen Grünen Woche in Berlin ihre eigene Blumen- und Pflanzenkollektion. In Zusammenarbeit mit Pfalzpunk, einer Interessengemeinschaft junger Winzer, kreierte sie ihren ersten eigenen Roséwein Nur geträumt, den sie im August 2020 im Weinhaus in Albersweiler präsentierte. Im Dezember 2020 folgte der trockene Weißwein Cuveé Nur geträumt Gold.
2021 wurde Wagner Testimonial für die Textilfarbe-Marke Simplicol. In kurzen Videos leitete sie zusammen mit ihren Gästen die Zuschauer zum Batiken an und brachte ihnen neue Techniken mit den kochechten Textilfarben bei.
Zusammen mit Eva von Drachenfels gründete Wagner im Oktober 2023 die Marke NutriDual Organic, unter der sie Bio-Produkte mit Kurkuma und Ashwagandha entwickelten.
Wagner veröffentlichte eine neu interpretierte Version ihres Hits Herz an Herz im Rahmen eines Werbespots für die neue Eigenmarke von Edeka. Die angepasste Version des Songs wurde im Herbst 2024 als Teil der Marketingkampagne ausgestrahlt.

## Verschiedenes
1996 erschien ein Tributealbum (Für Jasmin – Das Blümchen-Remix-Album), auf dem Künstler der deutschen Popszene (u. a. Andreas Dorau, Ostzonensuppenwürfelmachenkrebs, Holger Hiller) Lieder von Blümchens erstem Album remixten und neu interpretierten. Laut Andreas Dorau wurde es nur des Geldes wegen angefertigt.
Wagner engagiert sich seit mehreren Jahren für verschiedene Organisationen, so als überzeugte Pesco-Vegetarierin seit über zehn Jahren für PETA. Für die Whale and Dolphin Conservation Society, kurz WDCS, übernahm sie 2003 eine Delfinpatenschaft. Weiterhin unterstützt sie Hand in Hand for Children e. V.,
Dunkelziffer e. V., die Aktion Retten macht Schule, und die Nordoff-Robbins-Musiktherapie. Für letzteres Institut nahm Wagner 1998 als Blümchen am Projekt Bravo All Stars teil und wirkte am Song Let The Music Heal Your Soul mit. Die Erlöse der Single – rund 1,5 Millionen D-Mark – gingen vollständig an die Stiftung.
2007 erreichte sie gemeinsam mit Tanzpartner Hendrik Höfken den vierten Platz in der zweiten Staffel der RTL-Sendung Let’s Dance und 2019 den zweiten Platz bei der Sat.1-Sendung Das große Promibacken.
2018 war Wagner Projektpatin für den RTL-Spendenmarathon und besuchte den Ederhof in Österreich, Europas einzige Rehabilitationseinrichtung für Kinder und Jugendliche vor und nach Transplantationen.
2020 war sie Ersatzkandidatin für Cathy Hummels bei Schlag den Star und unterlag Dagi Bee. Hummels sagte ihre Teilnahme ab, da Familienangehörige positiv auf das Coronavirus SARS-CoV-2 getestet wurden.

## Diskografie
Studioalben

| Jahr | Titel Musiklabel                                                                   | Höchstplatzierung, Gesamtwochen, AuszeichnungChartplatzierungen (Jahr, Titel, Musiklabel, Platzierungen, Wochen, Auszeichnungen, Anmerkungen) | Höchstplatzierung, Gesamtwochen, AuszeichnungChartplatzierungen (Jahr, Titel, Musiklabel, Platzierungen, Wochen, Auszeichnungen, Anmerkungen) | Höchstplatzierung, Gesamtwochen, AuszeichnungChartplatzierungen (Jahr, Titel, Musiklabel, Platzierungen, Wochen, Auszeichnungen, Anmerkungen) | Höchstplatzierung, Gesamtwochen, AuszeichnungChartplatzierungen (Jahr, Titel, Musiklabel, Platzierungen, Wochen, Auszeichnungen, Anmerkungen) | Höchstplatzierung, Gesamtwochen, AuszeichnungChartplatzierungen (Jahr, Titel, Musiklabel, Platzierungen, Wochen, Auszeichnungen, Anmerkungen) | Anmerkungen                                            |
| Jahr | Titel Musiklabel                                                                   | DE | AT | CH | UK | US | Anmerkungen                                            |
| ---- | ---------------------------------------------------------------------------------- | --- | --- | --- | --- | --- | ------------------------------------------------------ |
| 1996 | Herzfrequenz / Heartbeat (englische Version) Control Records / Form Records (Edel) | DE18 Gold · (46 Wo.)DE | AT14 (16 Wo.)AT | CH15 (13 Wo.)CH | — | — | Erstveröffentlichung: 20. Mai 1996 Verkäufe: + 300.000 |
| 1997 | Verliebt … / In Love … (englische Version) Control Records / Form Records (Edel)   | DE7 Gold · (43 Wo.)DE | AT11 Gold · (16 Wo.)AT | CH9 (11 Wo.)CH | — | — | Erstveröffentlichung: 2. Mai 1997 Verkäufe: + 400.000  |
| 1998 | Jasmin Control Records (Edel)                                                      | DE8 (18 Wo.)DE | AT19 (6 Wo.)AT | CH20 (5 Wo.)CH | — | — | Erstveröffentlichung: 28. September 1998               |
| 2000 | Die Welt gehört dir Edel Records (Edel)                                            | DE18 (5 Wo.)DE | — | CH86 (1 Wo.)CH | — | — | Erstveröffentlichung: 26. Juni 2000                    |
| 2006 | Die Versuchung Polydor (UMG)                                                       | DE98 (1 Wo.)DE | — | — | — | — | Erstveröffentlichung: 15. April 2006                   |
| 2021 | Von Herzen Mirabella Musik (Sony)                                                  | DE6 (3 Wo.)DE | AT30 (1 Wo.)AT | CH25 (1 Wo.)CH | — | — | Erstveröffentlichung: 23. Juli 2021                    |

## Filmografie und Fernsehauftritte

### Schauspielerin

#### Film und Fernsehen
- 1997: Gute Zeiten, schlechte Zeiten (Gastauftritt als Blümchen, Daily Soap, RTL)
- 2001: Driven (Nebenrolle: Ingrid, Kinofilm)
- 2002: Die Randgruppe (Rolle: Jasmin, Kurzfilm)
- 2003: Become a Star (Casting-Workshop, DVD)
- 2003: Operation Dance Sensation (Nebenrolle: Schwester Stefanie, DVD)
- 2006: Breathful (Rolle: Maxi, Kinofilm)
- 2007: Erdbeereis mit Liebe (Nebenrolle: Anna, Fernsehfilm, Sat.1)
- 2007: Krass-Mann-Police-Department (Nebenrolle: Zeitungsverkäuferin, DVD)
- 2009: Hallo Robbie! (Nebenrolle in der Folge Schwarze Schafe: Heike, Fernsehserie, ZDF)
- 2011: SOKO 5113 (Episodenhauptrolle in der Folge Unter die Haut: Fabia Winter, Fernsehserie, ZDF)
- 2011: Notruf Hafenkante (Episodenhauptrolle in der Folge Männer sind Schweine: Anna Güttel, Fernsehserie, ZDF)
- 2013: Der Hummelflug (Rolle: Jasmin, Kurzfilm in 3D von und mit Joja Wendt)
- 2017: Nord Nord Mord (Gastrolle in der Folge Clüver und der König von Sylt: Radioreporterin, Kriminalfilmreihe, ZDF)
- 2017: Angst – Der Feind in meinem Haus (Nebenrolle: Assistentin, Psychothriller, ZDF)
- 2018: jerks. (Gastrolle in Folge 20 Der kleine Yardim: Blümchen, Comedyserie, Pro7)
- 2019: t=E/x² (Hauptrolle: Ava, Zeitreise-Spielfilm)
- 2020: Kartoffelsalat 3 – Das Musical (Rolle: Frau Schmidt, Kinofilm)
- 2021: Was ich eigentlich sagen wollte (Rolle in einem Sketch: Dr. Blume, Sketch-Comedyserie, ComedyCentral)
- 2021: jerks. (Gastrolle in Folge 39 Krallensohn: Blümchen, Comedyserie, Joyn Plus+)
- 2021: Alles was zählt (Gastrolle in den Folgen 3794 und 3795: Dr. Ines Bandura, Daily Soap, RTL)
- 2022: Viva Forever (Gastrolle: Blümchen, Fernsehfilm, ZDF)

#### Theater und Musical
- 2000: Musical Das Parlament der Tiere (Gastrolle, Theater im Hafen Hamburg, Buddy-Theater)
- 2007: Musical Vom Geist der Weihnacht (Rolle: Engel, Theater am Marientor in Duisburg)
- 2008–2012, 2014: Liederabend Männerbeschaffungsmaßnahmen (Rolle: Laura, Hamburger Kammerspiele, 2014 im Schlosspark Theater in Berlin und Tourneen)
- 2009: Theater nach dem Roman Der Glöckner von Notre-Dame (Rolle: Esmeralda, Kreuzgangspiele Feuchtwangen)
- 2010–2012: Theater Robin Hood (Rolle: Charlotte, Altonaer Theater in Hamburg und Gastspiele)
- 2011–2013: Theater Alexandra – Glück und Verhängnis eines Stars (Rolle: Alexandra, Schlosspark Theater in Berlin und Tourneen)
- 2013/2014: Liederabend Familienbande (Rolle: Helena, Hamburger Kammerspiele)
- 2014: Theater-Musical DoctorDate.de – Die ultimativ musikalische Partneragentur (Rolle: Anna Piotrowski, Schlosspark Theater in Berlin)
- 2014: Musical Cabaret (Rolle: Sally Bowles, Kreuzgangspiele Feuchtwangen)
- 2014/2015, 2017: Karaoke-Komödie Tussipark (Rolle: Wanda, Comödie Dresden und Tournee)
- 2015, 2017: Theater Scherben – Schauspiel nach Arthur Miller (Rolle: Harriet, Tournee, Produktion des Ernst Deutsch Theater Hamburgs)
- 2015: Theater Götz von Berlichingen – Schauspiel von Johann Wolfgang von Goethe (Rolle: Adelheid von Walldorf, Burgfestspiele Jagsthausen)
- 2015: Theater Ronja Räubertochter nach Astrid Lindgren (Rollen: Undis, Wilddrude, Graugrom, Rumpelwichtfrau, Burgfestspiele Jagsthausen)
- 2015: Musical Anatevka (Rolle: Holde, Burgfestspiele Jagsthausen)
- 2015: Theater Robin Hood (Rolle: Lady Marian, Burgfestspiele Jagsthausen)
- 2015: Theater-Komödie Trennung für Feiglinge (Rolle: Sophie, Komödie am Altstadtmarkt Braunschweig und Tournee)
- 2016–2018: Theater-Komödie Liebeslügen oder Treue ist auch keine Lösung nach Ildikó von Kürthy (Rolle: Birgit, Ernst Deutsch Theater in Hamburg und Tourneen)
- 2016, 2018: Theater Am kürzeren Ende der Sonnenallee nach Thomas Brussig (Rolle: Existenzialistin, Altonaer Theater Hamburg und Tourneen)
- 2017, 2019: Theater Fehler im System (Rolle: Emma, Schlosspark Theater Berlin und Tournee)
- 2018/2019: Theater Wie im Himmel (Rolle: Gabriella, Festspiele Heppenheim und Tournee, Produktion des Altonaer Theater Hamburgs)

### Kandidatin bei Fernsehshows
- 1996: XXO – Fritz & Co (Sat.1)
- 1996: Dalli Dalli (ZDF)
- 1998: Pop Jeopardy! (RTL)
- 1999: Stars in der Manege (Das Erste)
- 2001: Quizfire (Sat.1)
- 2001: Desert Forges (ProSieben)
- 2002: Auge um Auge (ZDF)
- 2003: TV total Wok-WM (ProSieben)
- 2003: Lachen verboten (NDR)
- 2004: TV total Wok-WM (ProSieben)
- 2004: Grease Mania (RTL)
- 2004: Wie fit ist Deutschland? (ZDF)
- 2004: Die Hausbau-Promis (ProSieben)
- 2006: Karaoke Showdown (RTL)
- 2006: Wahre Freunde (ORF 1)
- 2006: Das perfekte Promi-Dinner (VOX)
- 2007: Let’s Dance, Staffel 2 (RTL)
- 2008: Star-Biathlon (Das Erste)
- 2011: Fort Boyard (kabel eins)
- 2012: Promi Kocharena (VOX)
- 2013: Promi Shopping Queen (VOX)
- 2014: Grill den Henssler (VOX)
- 2014: Wer hat’s gesehen? (NDR)
- 2016, 2019: Gefragt – Gejagt – Promi-Special (2 ×, Das Erste)
- 2018–2021: Ninja Warrior Germany – Promi-Special (4 ×, RTL)
- 2018: Die ProSieben Wintergames (ProSieben)
- 2019: Das große Promibacken (Sat.1)
- 2019: Die NDR-Quizshow (NDR)
- 2019: Promi Shopping Queen (VOX)
- 2019: Wer weiß denn sowas? (Das Erste)
- 2019: Ninja Warrior Switzerland - Promi-Special (TV24)
- 2020: Genial daneben - Das Quiz (2 ×, Sat.1)
- 2020: Schlag den Star (ProSieben)
- 2020: Die! Herz! Schlag! Show! (ProSieben)
- 2020: Genial oder Daneben? (Sat.1)
- 2020–2021: Buchstaben Battle (15 ×, Sat.1)
- 2021: CATCH! - Die Deutsche Meisterschaft im Fangen (Sat.1)
- 2021: Pokerface - nicht lachen! (ProSieben)
- 2021: 5 Gold Rings - Promi Special (Sat.1)
- 2021: Treckerfahrer dürfen das! - Die Show (NDR)
- 2021: Free European Song Contest (ProSieben)
- 2021: United Voices - Das größte Fanduell der Welt (Sat.1)
- 2021: Die RTL Sommerspiele (RTL)
- 2021: Das große Deutschland-Quiz (ZDF)
- 2021: Die Job-Touristen: Wir lernen jetzt was Richtiges (ProSieben)
- 2021: Die Gegenteilshow (Sat.1)
- 2022, 2023: Die Hitwisser (VOX)

## Hörspiele
- 2003: Gabriel Burns: Der Flüsterer (Folge 1, als Linda Aspin)
- 2006: Frau im Spiegel – Legenden: Sophia Loren. Sie ist die letzte Diva (gelesen von Jasmin Wagner)
- 2011: Hanni und Nanni beschützen die Tiere (Folge 36, als Finja)
- 2011: Die drei ???: Die Rache der Samurai (Folge 145, als Mandy)
- 2012: Hamburg-Krimis: Todesengel Reeperbahn (Folge 9, als Tina)

## Moderation (Übersicht)
1996
- Heart Attack (tm3)
- Nick Verleihung 1996 (Nickelodeon, Co-Moderation)
- Roadshow (Radio FRITZ)

1997
- Heart Attack (tm3, RTL II)
- VIVA Interaktiv Europe Network Woche aus Warschau (VIVA Deutschland)
- Pop-Explosion (Super RTL, Co-Moderation)

1998
- Mini Playback Show (RTL)

1999
- Interaktiv (VIVA, Co-Moderation)
- Star VJ Wochen (VIVA)
- Top of the Pops (RTL, Gastmoderatorin)

2000
- Disney Filmparade (RTL)
- MAX TV (ProSieben, Gastmoderation)
- Bravo TV (RTL II, Gastmoderation)
- Top of the Pops (RTL, Co-Moderation)
- Interaktiv on Road (VIVA, Gastmoderatorin)
- Planet VIVA (VIVA, Gastmoderatorin)
- VIVA Chartsurfer (VIVA, Gastmoderatorin)
- VIVA Hits (VIVA, Gastmoderatorin)
- Interaktiv (VIVA, Co-Moderation)
- Blumissimo (Internetkochsendung)

2001
- Disney Filmparade (RTL)
- Die große Sat.1 Silvesterparty (Sat.1)

2002
- Disney Filmparade (RTL)
- Teenstar (RTL II)
- Lara Croft Look Alike Contest (Hamburg)
- Verleihung Goldener Fritz (Berlin)
- Hand in Hand for Children Charity Gala (Co-Moderation)

2003
- Interaktiv (VIVA, Co-Moderation)
- Verleihung Goldener Fritz (München)
- VIVA BamS Party (Stolberg bei Chemnitz)
- TV Allstars Xmas Party (VIVA)

2004
- Cheerleading Championship (Movie World-Park Bottrop)
- Happy Family Events (Bremen, Berlin, Hannover, Hamburg, München, Mannheim)
- Summer Clubbing (Badesee Trebgast)
- Dance Team Casting Finale (Berlin)
- 1–2–FLY/TUI Ski-Opening (Zell am See)

2005
- VIVA Schnitzeljagd (VIVA)
- Cheerleading Championship (Movie World-Park Bottrop)
- Happy Family Events (Berlin, Stuttgart, Hamburg, Mannheim, München, Frankfurt, Hannover)
- Internationales Kinderfest (Berlin)
- Altstadtfest Celle
- 1–2–FLY/TUI Ski-Opening (Zell am See)

2006
- Ein Star für Dich (Disney Channel)
- Vorbericht – TV total Stock Car Crash Challenge (Sat.1 Comedy)

2007
- Vorbericht – TV total WOK-WM (Sat.1 Comedy)
- ProSieben Kids Contest (ProSieben, für das Magazin SAM)
- rhino’s Mountains in Motion (Scheffau in Tirol)

2008
- Dein Song – 1. Staffel (KiKA)

2009
- Dein Song – 2. Staffel (KiKA)

2011
- Hamburg Live meets Classic (O2 World Hamburg)

2013
- Privattheatertage Hamburg – Vorgespräche (4.–16. Juni)

2014
- 2. Wibadiwum Live Forum (Messe Berlin)
- IFA Sommergarten (Messe Berlin)

2020
- MTV BACK FOR GOOD (Podcast, Co-Moderation)

2022
- Kleine Bühne, große Chance - Das Couchkonzert mit Jasmin Wagner (SWR)
- Classic goes 90s (Gewandhaus zu Leipzig, Tonhalle Düsseldorf)

2023
- Volles Haus! Sat.1 Live (Sat.1)

## Auszeichnungen
- Bravo Otto

1996: „Gold“ in der Kategorie „Sängerin“
1997: „Gold“ in der Kategorie „Sängerin“
1998: „Silber“ in der Kategorie „Sängerin“
1999: „Bronze“ in der Kategorie „Sängerin“
- Echo Pop

1997: in der Kategorie „Beste nationale Künstlerin“
1999: in der Kategorie „Beste nationale Künstlerin“
- ENERGY-Award(Schweden)

1999: in der Kategorie „Beste Sängerin international“
- Goldene Stimmgabel

1997: in der Kategorie „Erfolgreichste Künstlerin national“
- Popcorn-Award

1996, 1997, 2000
- Poprocky-Award

1997, 1998
- RSH-Gold

1997: in der Kategorie „Erfolgreichste deutschsprachige Interpretin“
1998: in der Kategorie „Erfolgreichste nationale Sängerin“
1998: in der Kategorie „Tournee des Jahres“
- Sonstige

1997: HIT!, Award in der Kategorie „Sängerin des Jahres“
2000: „ZDF-Preis der großen Sieger“ in der Kategorie „Comeback 2000“